# Людвік Старський
Людвік Старський (пол. Ludwik Starski; 1 березня 1903, Лодзь — 29 лютого 1984, Варшава, Польська Народна Республіка) — польський сценарист, автор пісень, письменник.

## Біографія

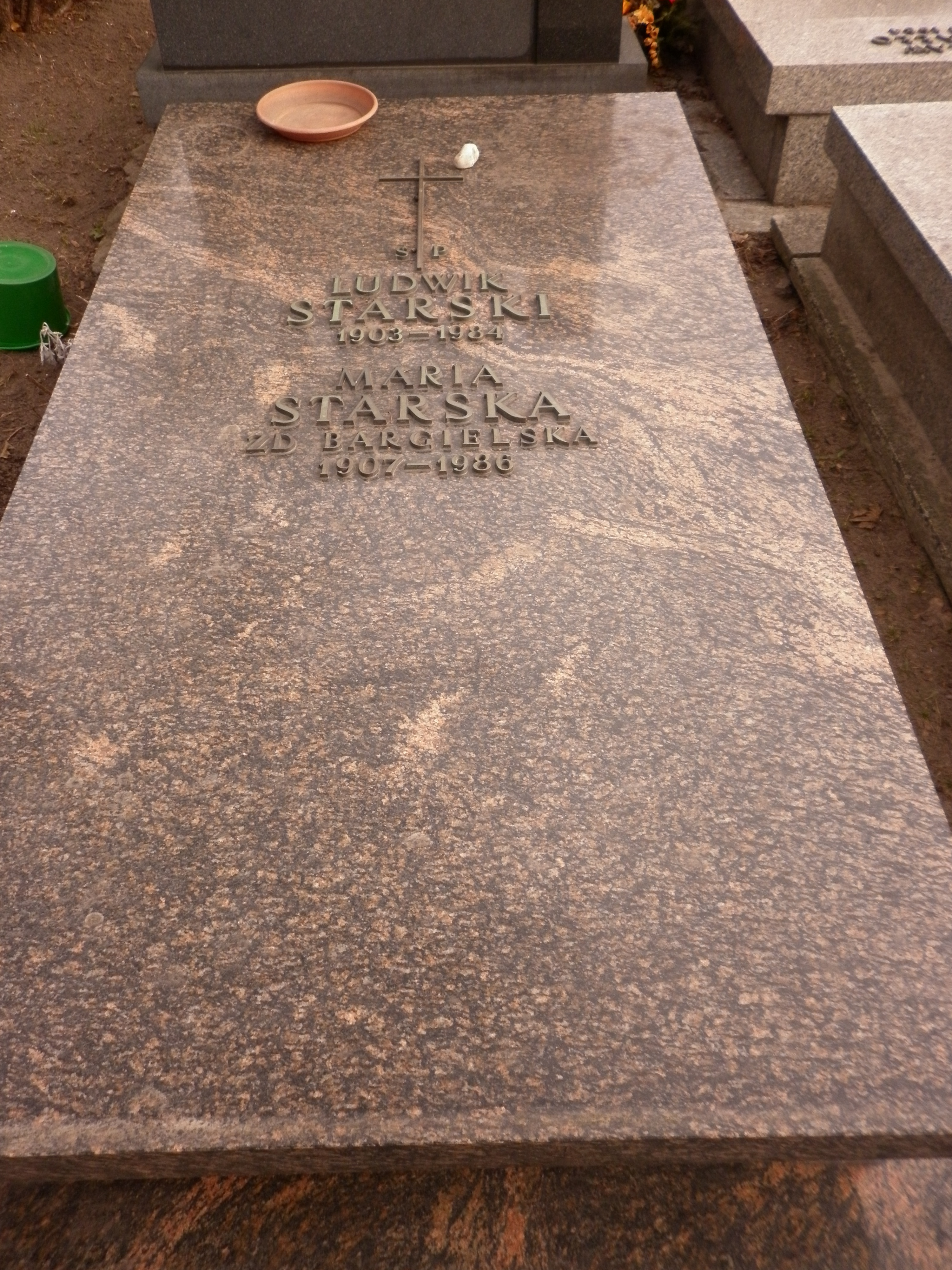
Місце поховання, кладовище Військові Повонзки, Варшава

Народився в родині польських євреїв.

## Вибрана фільмографія

### Сценарист
- 1936: «Буде краще»[1]
- 1937: «На поверх вище»
- 1946: «Заборонені пісеньки»